# Ainsworth (Wisconsin)
Ainsworth – miasto w Stanach Zjednoczonych, w stanie Wisconsin, w hrabstwie Langlade.